# Efecto Wahlund
En genética de poblaciones, el efecto Wahlund se refiere a una reducción en la heterocigosidad causada por la estructura de una subpoblación. Esto es, si dos o más subpoblaciones tienen diferentes frecuencias alélicas entonces la heterocigosidad total se ve reducida, aun si las mismas subpoblaciones se encuentran en equilibrio de Hardy-Weinberg. Las causas subyacentes de esta subdivisión de la población pueden ser debidas a barreras geográficas al flujo genético seguidas de deriva genética en las subpoblaciones.
El efecto Wahlund fue documentado por vez primera por el genetista sueco Sten Wahlund en 1928.

## Ejemplo simple
Suponiendo que existe una población {\displaystyle P}, con frecuencias alélicas A y a dadas por {\displaystyle p} and {\displaystyle q} respectivamente ({\displaystyle p+q=1}). Si luego, esta población es dividida en dos subpoblaciones de igual tamaño, {\displaystyle P_{1}} and {\displaystyle P_{2}}, y que todos los alelos A se encuentran en la subpoblación {\displaystyle P_{1}} y todos los alelos a en la subpoblación {\displaystyle P_{2}}. Entonces, en la estructura subpoblacional de la misma, no se encuentran heterocigotas, aun a pesar de que las subpoblaciones se encuentren en equilibrio de Hardy-Weinberg.

## Caso con dos alelos y dos subpoblaciones
Siguiendo el ejemplo anterior, podemos decir que {\displaystyle p_{1}} y {\displaystyle p_{2}} representan las frecuencias alélicas de A en {\displaystyle p_{1}} y {\displaystyle p_{2}} respectivamente (y {\displaystyle q_{1}} y {\displaystyle q_{2}} de la misma manera representan a).
Si la frecuencia alélica en cada población es diferente, es decir: {\displaystyle p_{1}\neq p_{2}}.
Si suponemos que cada población se encuentra en un equilibrio interno de Hardy-Weinberg de manera tal que las frecuencias genotípicas AA, Aa, y aa son p2, 2pq, y q2 respectivamente para cada población.
Entonces, la heterocigosidad ({\displaystyle H}) en la población total está dada por la media de ambas:
| {\displaystyle H} | {\displaystyle ={2p_{1}q_{1}+2p_{2}q_{2} \over 2}} |
|                   | {\displaystyle ={p_{1}q_{1}+p_{2}q_{2}}}           |
|                   | {\displaystyle ={p_{1}(1-p_{1})+p_{2}(1-p_{2})}}   |
La cual es siempre menor que {\displaystyle 2p(1-p)} ( = {\displaystyle 2pq}) a no ser que {\displaystyle p_{1}=p_{2}}

## EstadísticoF
La reducción en la heterocigosidad puede ser cuantificada mediante la utilización de los estadísticos F.